# Rui Knopfli
Rui Manuel Correia Knopfli (Inhambane, Moçambic, 10 d'agost de 1932 - Lisboa, 25 de desembre de 1997) fou un poeta, periodista i crític literari i de cinema portuguès.

## Biografia
Va fer els seus estudis a Lourenço Marques i a Johannesburg (Sud-àfrica), on fou delegat de propaganda mèdica entre 1954 i 1974. Va publicar un treball que creua les tradicions literàries portugueses i angloamericanes. Es va unir al grup d'intel·lectuals de Moçambic que s'oposaven al règim colonial. Va ser director del vespertí A Tribuna (1974-1975).
Al el poeta João Pedro Grabato Dias (el pintor António Quadros), va fundar en 1972 els quaderns de poesia Caliban.
Va marxar de Moçambic en març de 1975. La nacionalitat portuguesa no va impedir que la seva ànima es considerés africà, però la seva decepció pels esdeveniments polítics s'expressa en la seva poesia publicada després de la sortida de la seva terra. Té col·laboracions disperses a diversos diaris i revistes.
Va jugar funcions d'assessor de premsa de l'Ambaixada de Portugal a Londres (1975-1997). Va morir el 1997 el dia de Nadal i està enterrat a Vila Viçosa.

## Obres
- O País dos Outros, 1959
- Reino Submarino, 1962
- Máquina de Areia, 1964
- Mangas Verdes com Sal, 1969
- A Ilha de Próspero, 1972
- O Escriba Acocorado, 1978
- Memória Consentida: 20 Anos de Poesia 1959-1979, 1982
- O Corpo de Atena, 1984; Prémio de Poesia do PEN Clube
- O Monhé das Cobras (Poesia), 1997
- Obra Poética, 2003